# Roland Goetschel
Pour les articles homonymes, voir Goetschel.
Roland Goetschel (Haver Chimeon ben David Halévy), né le 18 septembre 1930 à Strasbourg et mort le 9 mars 2025 à Jérusalem, est un philosophe franco-israélien, spécialiste de la Kabbale, professeur émérite de l’université Paris-Sorbonne.

## Biographie

### Enfance, jeunesse
Roland Goetschel est né le 18 septembre 1930 à Strasbourg dans une famille juive. Son père tient un magasin de bonneterie, tissus, mercerie à Schiltigheim. Sa famille déménage à Strasbourg en 1938. Il poursuit sa scolarité au petit cours du lycée Fustel de Coulanges.
Il fréquente le Centre de la jeunesse juive, Merkaz ha-Noar, dirigé par le rabbin Léo Cohn et devient membre de la « Jeunesse Juive de Strasbourg » fondé par le rabbin Abraham Deutsch. Pendant la Seconde Guerre mondiale, il est réfugié à Brive-la-Gaillarde et poursuit sa scolarité jusqu’en septembre 1943 au Collège Cabanis où enseigne André Neher en tant que professeur d’allemand. Il pratique le scoutisme chez les Éclaireurs Israélites de France, d’abord comme louveteau, puis comme éclaireur.
À partir de 1942, il est caché par la famille Azais dans une ferme située près de Gramat (Lot) où il garde un troupeau de chèvres tout en rédigeant ses devoirs qu’il adresse à l’École universelle. À la Libération, il regagne Brive avec ses parents puis rentre à Strasbourg en octobre 1945.
Il commence des études de médecine, mais échoue au certificat d’études physiques, chimiques et biologiques. Il s’inscrit alors en propédeutique lettres dont il réussit l’examen grâce à un exposé sur Le baroque auprès du professeur Georges Livet, historien de l’Alsace.
Il passe sa licence de philosophie en 1950-1952, et suit l’enseignement de Paul Ricœur, puis prépare son diplôme d’études supérieures de philosophie sur le thème « La signification de l’histoire chez Juda Halevi », qu’il prépare avec André Neher et Paul Ricoeur. Il milite activement à l’Union des étudiants juifs de France, dont il devient le vice-président national.
En 1954, il échoue aux concours, se marie et obtient un poste de directeur de Talmud Torah à Grenoble. L’année suivante, il entre dans la fonction publique comme adjoint d’enseignement au lycée de Bischwiller. Il part ensuite au Maroc pour devenir professeur de Lettres au collège Abd El Moumen à Oujda.
En octobre 1961, après avoir obtenu son CAPES, il est nommé professeur certifié de philosophie au lycée de Saint-Avold où il retrouve Freddy Raphaël qui est professeur d’anglais. De 1962 à 1967, il enseigne au lycée de Sélestat. En 1967, il est nommé au lycée Kléber à Strasbourg.

### Carrière universitaire
Roland Goetschel décide de préparer une thèse de troisième cycle avec André Neher qui a pour sujet :  La signification du Livre d’Esther dans la pensée rabbinique. Le jury, présidé par André Neher, comprend Louis Bourgey et le doyen Marcel Simon. Il est nommé à Vincennes (Paris VIII) comme maître-assistant au département d’hébreu que dirige Haïm Zafrani.
Il commence alors à rédiger son doctorat d'État sous la direction de Georges Vajda, et présente sa thèse à la Sorbonne en 1977 sur le sujet « Meïr Ibben Gabbay, le discours de la Kabbale espagnole ».
De 1976 à 1991, succédant à André Néher, Roland Goetschel dirige le département d’études hébraïques et juives de l’Université de Strasbourg II.
De 1991 à 1996, il dirige le Centre d’Études Juives – chaire de Langue et de Civilisation hébraïques – de l’Université de Paris-Sorbonne (Paris IV).
Il est président du jury du CAPES d’hébreu. Il est professeur associé à l’Université libre de Bruxelles et membre de l’Académie européenne des sciences et des arts de Salzbourg. Il a été président de la Société des études juives[Quand ?].

### Vie privée et mort
Marié et père de cinq enfants, Roland Goetschel réside à Jérusalem depuis 2001 où il meurt à 94 ans le 9 mars 2025,.

## Publications
Liste non exhaustive :
- Roland Goetschel, Meir Ibn Gabbay, Le discours de la Kabbale Espagnole, Louvain, Peeters, 1981, 565 p. (ISBN 978-2-8017-0162-1) (thèse de doctorat).
- Roland Goetschel, Isaac Abravanel, conseiller des princes et philosophe, 1437-1508, Paris, Le Monde des religions / Albin Michel, coll. « Présences du judaïsme », 1996, 201 p. (ISBN 978-2-226-06311-3)
- Roland Goetschel, La Kabbale, Paris, Presses universitaires de France, coll. « Que-Sais-Je ? n° 1105 », 2005, 128 p. (ISBN 978-2-13-062123-2)

### Ouvrages collectifs
- Collectif, Prière, mystique et Judaïsme : colloque de Strasbourg, 10-12 septembre 1984, Strasbourg, Presses universitaires de France, 1984, 244 p. (ISBN 978-2-13-040022-6)
- Collectif, 20 clés pour comprendre le judaïsme, Paris, Albin Michel, 2013, 160 p. (ISBN 978-2-226-24951-7)
- Roland Goetschel, Les Juifs dans l’histoire, de la naissance du judaïsme au monde contemporain, Seyssel, Champ Vallon, 2011, 918 p. (ISBN 978-2876735552), p. 375-384, « Le monde ashkénaze aux XVIe – XVIIIe siècles : une histoire religieuse »

Roland Goetschel est aussi l’auteur de nombreux articles du Dictionnaire du judaïsme, publié par l’Encyclopædia Universalis.

### Préface
Oskar Goldberg et la kabbale, préface à la réédition de la Wirklichkeit der Hebraër, édité par le Dr Manfred Voigts, Berlin.